# 京セラメディカル
京セラメディカル株式会社（きょうセラメディカル）は、かつて存在した医科用製品及び健康食品の製造、販売を行っていた企業。大阪市淀川区に本社を置いていた。
2017年4月1日に京セラ株式会社に吸収合併され、解散した。

## 沿革
- 1973年 - 京セラが生体用セラミックインプラント材料の開発開始。
- 1978年 - 京セラが歯科用セラミックインプラント販売開始。
- 1982年 - 京セラが人工関節（人工股関節）販売開始。
- 1984年 - 神戸製鋼所が医療材料研究の取組み開始。
- 1986年 - 京セラが人工膝関節販売開始。
- 1984年 - 神戸製鋼所が人工股関節の販売開始。
- 1997年 - 神戸製鋼所がASヒップスクリュー販売開始。
- 1998年 - 京セラが循環器分野参入。
- 1999年 - 京セラが健康食品部門設立（アガリクス茸加工食品販売開始）。
- 2004年9月1日 - 京セラバイオセラム事業部と神戸製鋼所医療材料部を合併し、大阪市淀川区に日本メディカルマテリアル株式会社を設立。
- 2005年10月3日 - 神戸営業所開設。
- 2005年10月11日 - 神戸商品管理センター開設。
- 2006年5月22日 - 東京商品管理センター開設。
- 2007年 - 歯科用CTスキャン装置販売開始。
- 2012年4月1日 - 京セラメディカル株式会社に社名変更。
- 2014年4月1日 - 神戸製鋼所が保有株式全てを京セラへ譲渡。京セラの100%子会社となる。
- 2017年4月1日 - 京セラ本体に吸収合併[1]。

## 脚註
1. ↑  京セラ、医療機器子会社を吸収合併日本経済新聞 2016年8月26日